# أديم خارجي

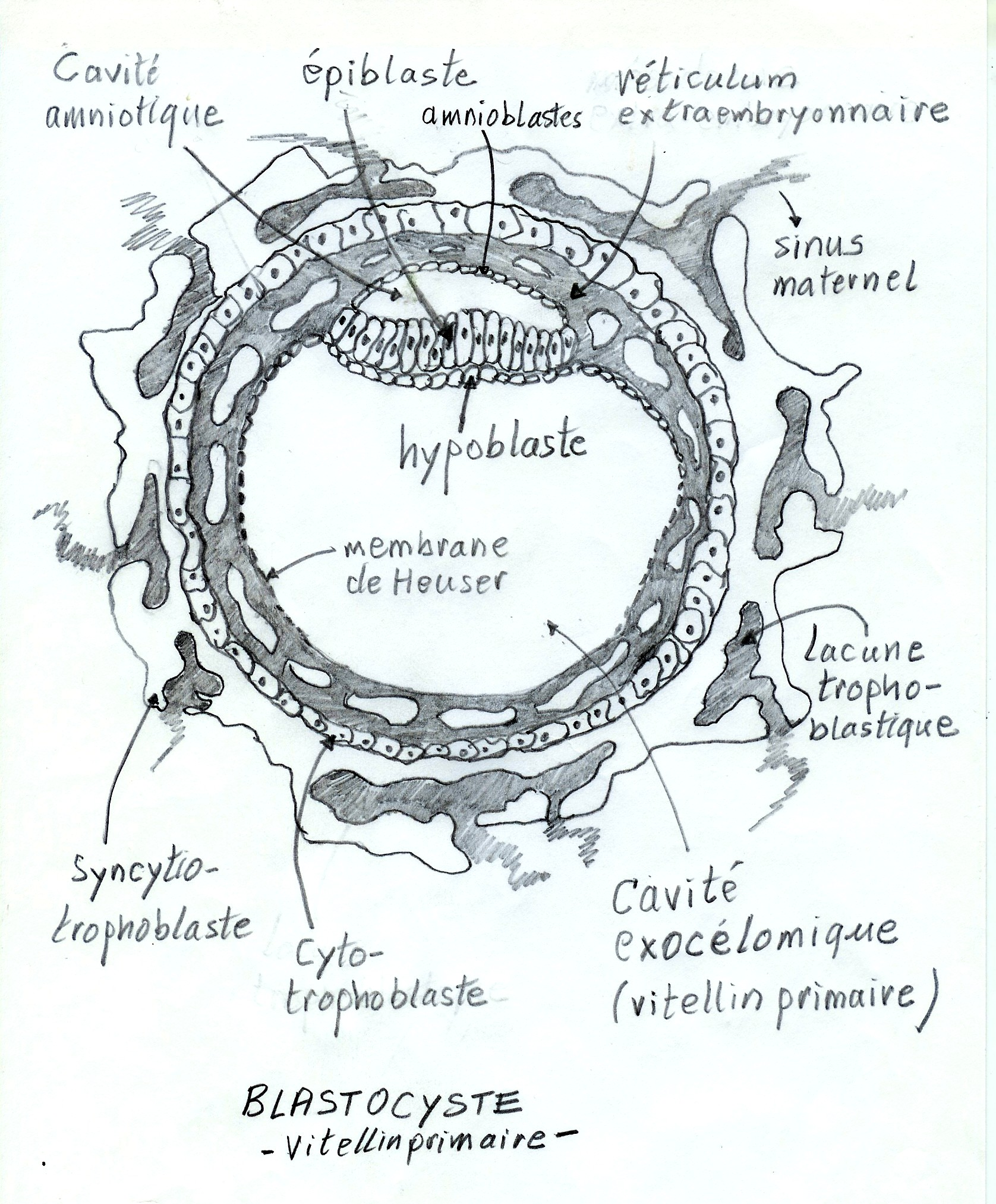
رسم توضيحي للجنين، ويرى الأريم العلوي بالفرنسية: (épiblaste = Epiblast).

في علم الأجنة ويختص ب الحيوانات السلوية؛ يشير الأريم العلوي إلى أحد الأنسجة المشتقة إما من القرص الأُرَيمي في الزواحف و الطيور أو من كتلة الخلايا الداخلية في الثدييات. ويقع أعلى الأريمة التحتانية.

## الثدييات
في عملية التخلق المضغي للثدييات، تكون الخلايا العمودية في الأديم الخارجي مجاورة للأرومة الغاذية، بينما تكون الخلايا المكعبية للأديم الباطن قريبة من جوف الأريمة. كما يتمايز الأديم الخارجي، الذي يُعرف بالطبقة الخارجية البدائية، ليُشكّل كل الطبقات الثلاث الموجودة في القرص الجنيني الثلاثي الصفيحة في عملية يُطلق عليها اسم المُعَيدَة.

### تنوع الأديم الخارجي
يكون الأديم الخارجي للإنسان قرصي الشكل بينما يكون فنجاني الشكل عند الفئران.

## وصلات خارجية
- http://www.embryology.ch/allemand/iperiodembry/carnegie02.html
- http://www.med.umich.edu/lrc/coursepages/M1/embryology/embryo/04secondweek.htm
- https://web.archive.org/web/20080103050509/http://isc.temple.edu/marino/embryology/EMBII97/sld005.htm